# Université préfectorale d'Osaka
L'université préfectorale d'Osaka (大阪府立大学, Ōsaka furitsu daigaku) (OPU), abrégée en Fudai (府大), est une des plus grandes universités publiques du Japon. Son campus principal se trouve au milieu des grands kofun à Sakai, préfecture d'Osaka.
L'université a fusionné avec l'université municipale d'Osaka pour former l'Université métropolitaine d'Osaka (OMU) en avril 2022.

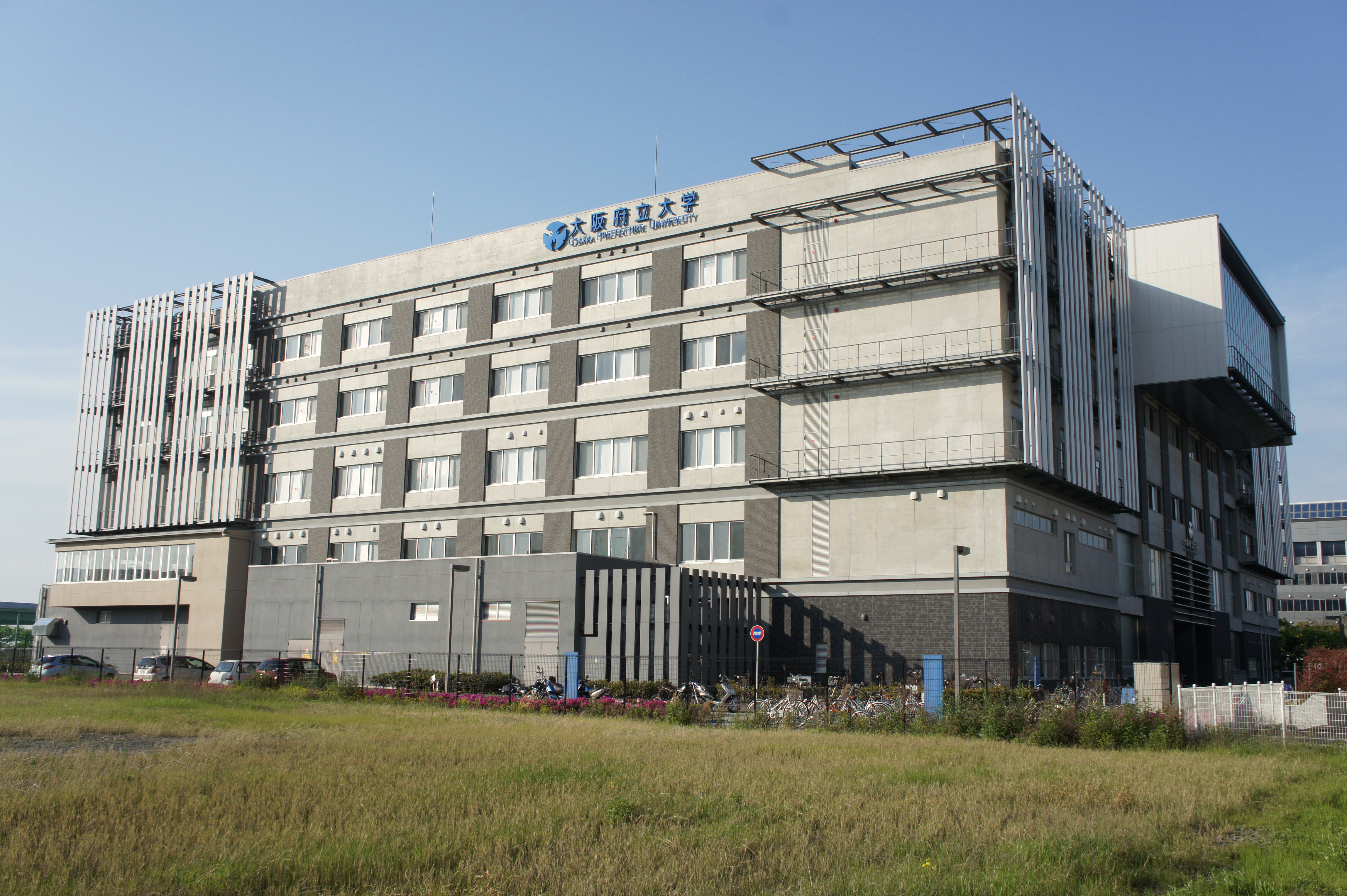
Campus de Rinku

## Histoire
L'UPO est fondée en 2005 dans sa forme actuelle par l'intégration de trois universités préfectorales : l'université de la préfecture d'Osaka (大阪府立大学), l'université pour femmes d'Osaka (大阪女子大学) et le lycée préfectoral d'infirmières d'Osaka (大阪府立看護大学).